# Клинтън (окръг, Кентъки)
Вижте пояснителната страница за други значения на Клинтън.
Окръг Клинтън (на английски: Clinton County) е окръг в щата Кентъки, Съединени американски щати. Площта му е 534 km², а населението - 9634 души (2000). Административен център е град Олбани.